# アナス・ホリビリス
アナス・ホリビリス（羅: annus horribilis）は、「ひどい年」あるいは「恐怖の年」を意味するラテン語の言いまわしである。これは「素晴しい年」、「驚くべき年」を意味するアナス・ミラビリス（annus mirabilis）との対比となっている。

## エリザベス2世
『オックスフォード英語辞典』では1985年より前に使用されていると掲載されているが、この言い回しを有名にしたのは、1992年11月24日にギルドホールで行われたイギリス女王エリザベス2世の戴冠40周年を記念したスピーチである。エリザベス2世はこの年を "annus horribilis" と表現した。
| 「 | 1992 is not a year on which I shall look back with undiluted pleasure. In the words of one of my more sympathetic correspondents, it has turned out to be an Annus Horribilis. | 」 |

日本語訳
| 「 | 1992年は、私が純粋な喜びと共に振り返ることのできる年ではありません。私の同情的な文通相手の一人の言葉によれば、この年は『アナス・ホリビリス』となりました。 | 」 |

この言い回しは1666年の出来事に関するジョン・ドライデンの詩『驚異の年』 (Annus Mirabilis ) をほのめかしている。"Sympathetic correspondent" は彼女の前秘書官補佐であったエドワード・フォードであると後に明らかにされた。
- 1992年3月、彼女の次男であるヨーク公が妻のセーラと別居することが発表された。この年には、トップレスのセーラが彼女の友人のジョン・ブライアンから足にキスされているスキャンダラスな写真がタブロイド誌に掲載された。
- 4月、娘のプリンセス・ロイヤルが夫であるマーク・フィリップス大佐と離婚した。
- 6月、プリンセス・オブ・ウェールズの暴露本『ダイアナ妃の真実』（Diana, Her True Story ）が発売された。
- 11月、ギルドホールでのスピーチのわずか4日前、女王の居城の一つであるウィンザー城が火事にあった（1992年ウィンザー城火災）。ウィンザー城はひどい損傷を受け、いくつかの貴重な工芸品が失われた。ジョン・メージャー首相は当初、（政府が所有するバッキンガム宮殿と同様に）政府がウィンザー城の修理費を負担することを示唆していた。慣習によって君主は国王あるいは女王の首相の助言を受諾しなければならないが、この計画には一般市民の相当な抗議があった。納税者のみに頼る計画の代替案として、政府は夏季の間いくつかの公有の王宮を女王が不在の時は観光客に公開し、その入場料をウィンザー城の修理費に当てることを決定した。
- 12月、プリンス・オブ・ウェールズ（のちのチャールズ3世）と妻ダイアナとの別居が発表された。

## コフィー・アナン
当時国連事務総長であったコフィー・アナンは、2004年12月21日に行われた年末記者会見で、「今年が特に困難な年であったことには疑いがなく、この『アナス・ホリビリス』がまもなく終わることに、私はほっとしています」(There's no doubt that this has been a particularly difficult year, and I am relieved that this annus horribilis is coming to an end.)と述べた。この発言は、国連によるイラクでの石油食料交換プログラムにおける汚職に対して続いている疑惑をほのめかしていると広く解釈された。発言のわずか数日後、12月26日にこの年の最悪の災害であるスマトラ島沖地震が発生した。

## フアン・カルロス1世
2007年、スペイン王室、特にフアン・カルロス1世は困難な年に直面した。王室の悲劇と一連の論争から、スペインの新聞はこの年が王の「annus horribilis」であると言及した。
- 2月、アストゥリアス公妃（現王妃）レティシアの末妹であるエリカ・オルティスが薬物の過剰摂取によりアパートで死亡した。
- 7月、ユーモア誌の  "El Jueves" が、子供が生まれた親に対して2,500ユーロを支給するという政府の提案を風刺して、アストゥリアス公フェリペ（現国王フェリペ6世がレティシア妃とセックスをし「妊娠したと想像してごらんなさい。これまでの人生で私がやってきた仕事とほとんど同じになるよ。」と話している絵を、表紙にのせた。 "El Jueves"誌は発禁処分となり[4]、この処分について論争が起こった。
- 9月、国王夫妻がジローナを訪問した際、反君主制およびカタルーニャ分離主義者の集会で、カタルーニャ分離主義者がフアン・カルロス国王とソフィア王妃の写真を燃やそうと試みた。
- 11月初め、第17回イベロアメリカ首脳会議にてスペイン首相ホセ・ルイス・ロドリゲス・サパテロの演説を遮るように発言したベネズエラ大統領ウゴ・チャベスをたしなめるために、フアン・カルロス国王が「¿Por qué no te callas?（どうして君は黙っていられないのかね?）」と発言した。同じ国家元首に対して子供を叱責するような口調を用いたことは物議をかもした。
- この首脳会議の少し後、王室は王の娘のルーゴ女公爵エレナ王女と夫のルーゴ公ハイメ・デ・マリチャラル（英語版）との別居を発表した。夫婦にはフェリペ（英語版）とビクトリア（英語版）の2人の子供がいる。